# Cystidium

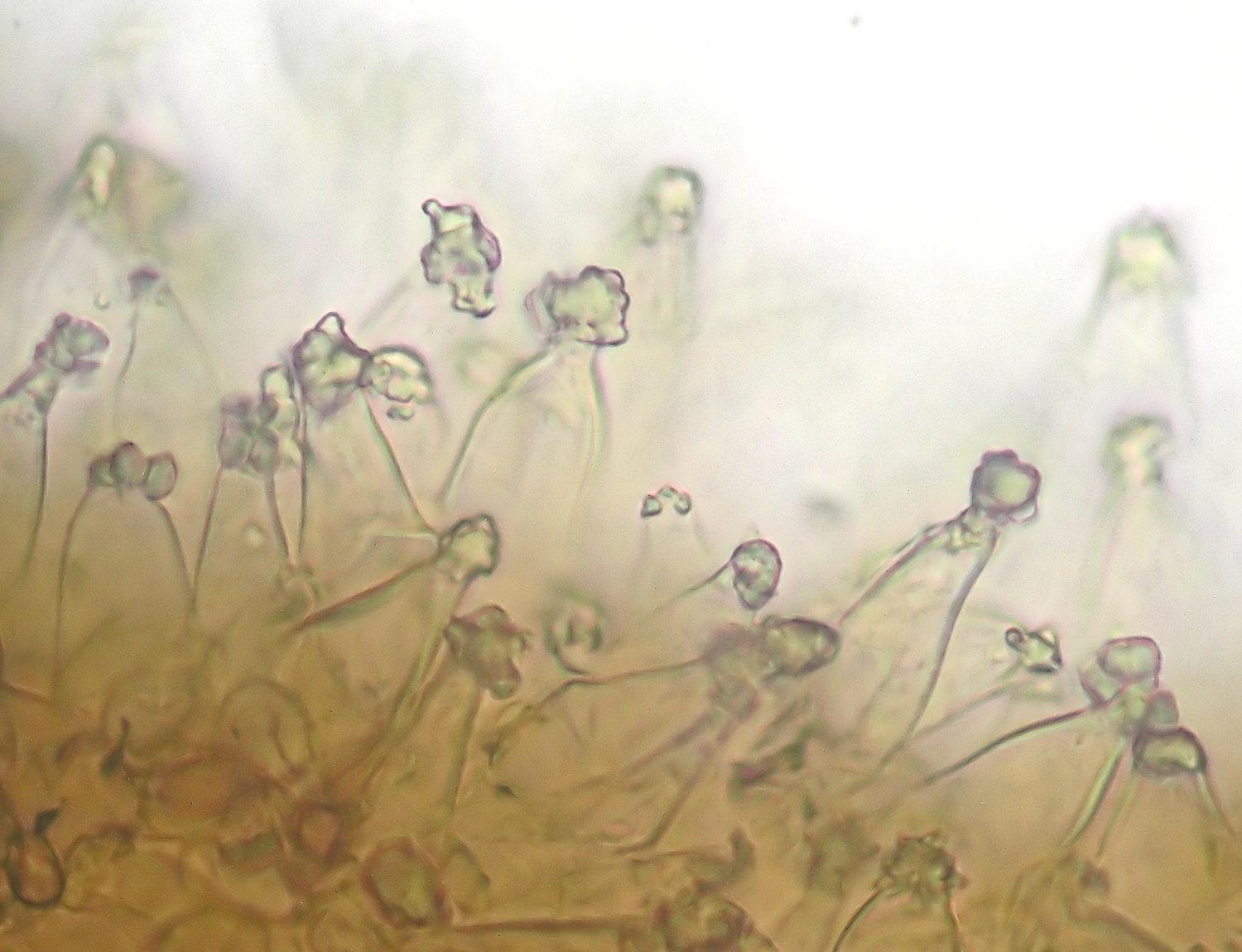
Hymeniumcystidiën met kristallen

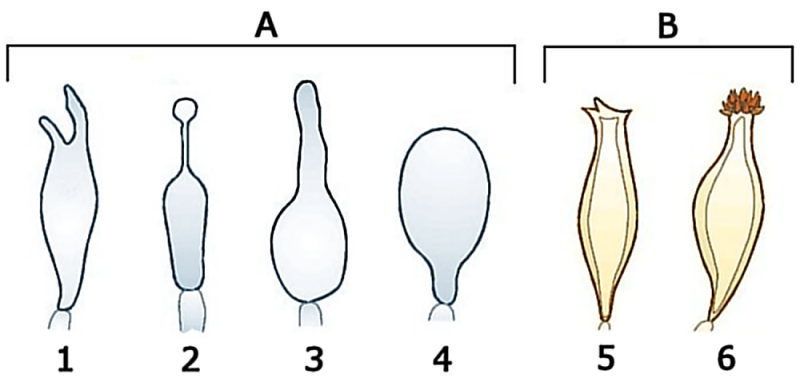
Verschillende cystidiën: A) dunwandig, B) dikwandig; 1) vingervormig vertakt (diverticulaat), 2) kegelvormig (lecythiform), 3) flesvormig (lageniform), 4) peervormig (piriform), 5) met haken (Pluteus sect. Pluteus), 6) kristaldragend (metuloïd)

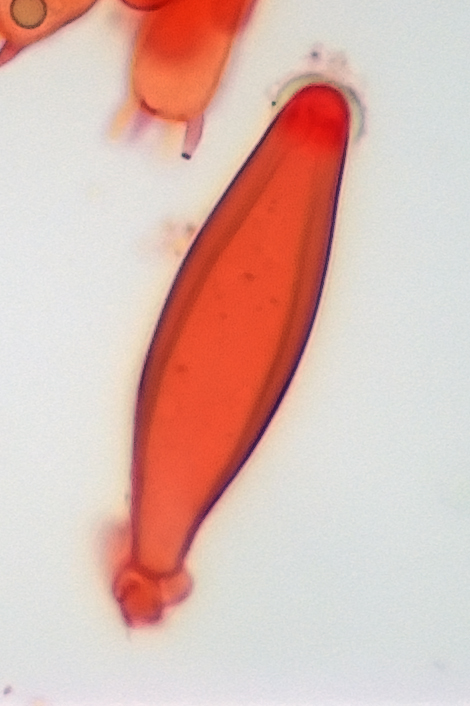
Metuloïd-type cystidium van een Inocybe-soort, gekleurd met congorood.

De cystidia of cystiden zijn opvallende, steriele cellen, die tussen de basidiën van het hymenium van schimmels met lamellen kunnen voorkomen. Ze komen echter ook voor op de rand van de steel en op de bovenkant van de hoed, waar ze meer of minder uit het weefsel steken. Het voorkomen en de vorm zijn voor het op naam brengen van de schimmel vaak doorslaggevend.
Afhankelijk van de plaats waar ze voorkomen worden cheilo-, pleuro-, pileo- en caulocystidia onderscheiden. De eerste twee worden hymeniaalcystidia en de laatste twee dermatocystidia genoemd. Chryso-, gleo-, pseudo- en leptocystidia worden naar plaatsafhankelijke criteria onderverdeeld.
De echte cystidia groeien aan het subhymenium. Degenen die dieper uit het trama ontstaan worden pseudocystidia genoemd.

## Indeling

### Naar plaats

#### In het hymenium (Hymeniaalcystidia)

##### Cheilocystidia
De cheilocystidia komen voor op de rand van de lamel bij lamellendragende schimmels zoals de plaatjeszwammen. Vaak zijn ze dunwandig en al met het blote oog waarneembaar door de andere kleur van de cheilocystidia dan de rand van de lamel.

##### Pleurocystidia
De pleurocystidia komen voor op het lamellenoppervlak en zijn zeldzamer dan de cheilocystidia. Vaak zijn ze slechts moeilijk te vinden. Een dwarsdoorsnede van de lamel is in de regel nodig om ze microscopisch te kunnen zien. 

#### Op hoed en steel (Dermatocystidia)

##### Pileocystidia
De pileocystidia komen voor op het oppervlak van de hoed van de paddenstoel. Voor wat betreft de vorm zijn ze in de regel hetzelfde als de cheilo- of pleurocystidia. Het oppervlak van de hoed is harig-fluweelachtig of heeft fijne bandjes. 

##### Circumcystidia
De circumcystidia komen voor op de rand van de hoed van de paddenstoel.

##### Caulocystidia
De caulocystidia komen voor op het oppervlak van de steel. Hun vorm en structuur lijken veel op die van de cheilocystidia; ze zijn echter vaak iets groter. Daarom zijn ze meestal met het blote oog of met een loep te zien. Het steeloppervlak is pluimig, harig of viltig.

### Naar andere criteria

#### Chrysocystidia
De chrysocystidia bevatten lichtbrekende stoffen, die in kaliumhydroxide of ammoniak geel kleuren.

#### Gleocystidia
De gleocystidia bevatten olieachtige stoffen, die met cresylblauw metachromatisch zichtbaar worden. Ze krijgen een andere kleur dan het kleurmiddel. Ze zijn meestal moeilijk te onderkennen, kleuren echter met sulfovanilline wijnrood, waardoor ze beter zichtbaar worden. Gleocystidia komen vaker voor bij onder andere schimmels met poriën (Polyporales).

#### Lamprocystidia
Lamprocystidia zijn macrocystidia, die bij enkele melkzwam-soorten voorkomen. Ze onderscheiden zich van gewone macrocystidia door hun dikke celwand (3-4 µm), hun meestal cilindrische of lancetachtige vorm en hun kleurloze inhoud. Ze komen hoofdzakelijk voor bij tropische soorten, alleen bij de vissige melkzwam als enige Europese soort komen ze ook voor. Komen ze voor op de lamellenrand worden ze ook cheilolamprocystidia genoemd, komen ze op het lamellenoppervlak voor dan worden ze ook pleurolamprocystidia genoemd.

#### Paracystidia
Paracystidia zijn weinig gedifferentieerde, min of meer haarvormige cystidia op de lamellenrand.

#### Pseudocystidia
Cystidia hebben hun oorsprong in het subhymenium. Bij enkele schimmelgroepen en -soorten komen echter cystidia-achtige hyfen voor, die veel dieper in het trama ontstaan. In zulke gevallen wordt van pseudocystidia gesproken. Pseudocystidia komen bijvoorbeeld voor bij Pluteus-soorten, waar de pseudocystidia in het lamellentrama ontstaan. Pseudocystidia zijn geen echte cystidia.